# 대한민국 민법 제706조
대한민국 민법 제706조는 사무집행의 방법에 대한 민법 채권법의 조문이다.

## 조문
제706조(사무집행의 방법) ① 조합계약으로 업무집행자를 정하지 아니한 경우에는 조합원의 3분의 2 이상의 찬성으로써 이를 선임한다.
②조합의 업무집행은 조합원의 과반수로써 결정한다. 업무집행자 수인인 때에는 그 과반수로써 결정한다.
③조합의 통상사무는 전항의 규정에 불구하고 각 조합원 또는 각 업무집행자가 전행할 수 있다. 그러나 그 사무의 완료전에 다른 조합원 또는 다른 업무집행자의 이의가 있는 때에는 즉시 중지하여야 한다.

第706條(事務執行의 方法) ① 組合契約으로 業務執行者를 定하지 아니한 境遇에는 組合員의 3分의 2 以上의 贊成으로써 이를 選任한다.
②組合의 業務執行은 組合員의 過半數로써 決定한다. 業務執行者 數人인 때에는 그 過半數로써 決定한다.
③組合의 通常事務는 前項의 規定에 不拘하고 各 組合員 또는 各 業務執行者가 專行할 수 있다. 그러나 그 事務의 完了前에 다른 組合員 또는 다른 業務執行者의 異議가 있는 때에는 卽時 中止하여야 한다.

## 비교 조문
일본민법 제670조(업무집행의 방법) 1. 조합의 업무집행은 조합원의 과반수로 정한다.
2. 전항의 업무집행은 조합계약으로 이를 위임한 자(다음 항에서 '업무집행자'라 한다.)가 수인 있을 때에는 그 과반수로 정한다.
3. 조합의 상무는 전2항의 규정에 상관없이 각 조합원 또는 각 업무집행자가 단독으로 행할 수 있다. 다만, 그 완료 전에 다른 조합원 또는 업무집행자가 이의를 한 때에는 그러하지 아니하다.

## 참고 문헌
- 오현수, 일본민법, 진원사, 2014. ISBN 9788963463452
- 오세경, 대법전, 법전출판사, 2014 ISBN 9788926210277
- 이준현, LOGOS 민법 조문판례집, 미래가치, 2015. ISBN 9791155020869

## 같이 보기
- 조합